# فین (هرمزگان)

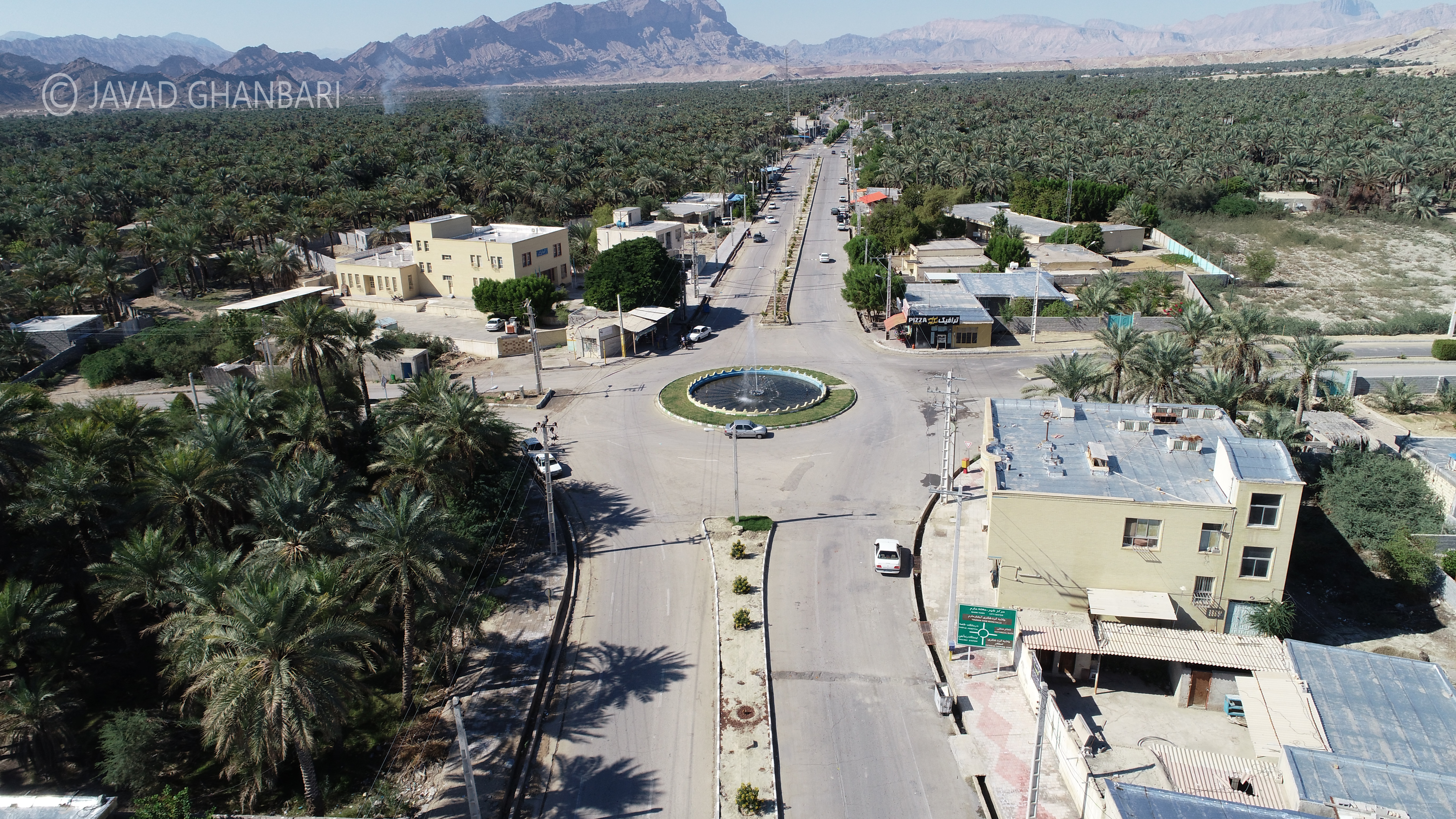
باغشهر فین
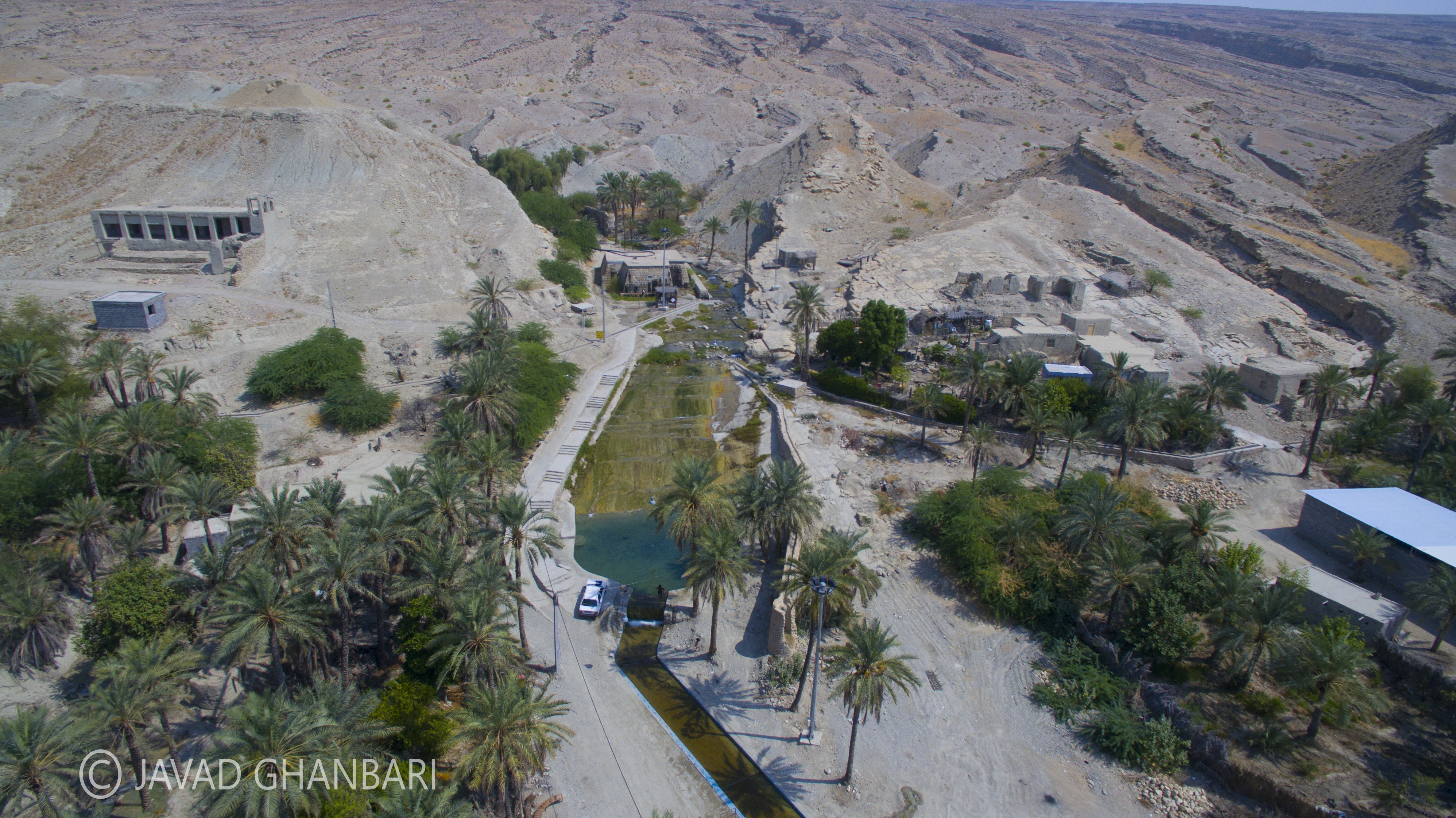
مجموعه گردشگری چربه مارم(آبشار مارم)
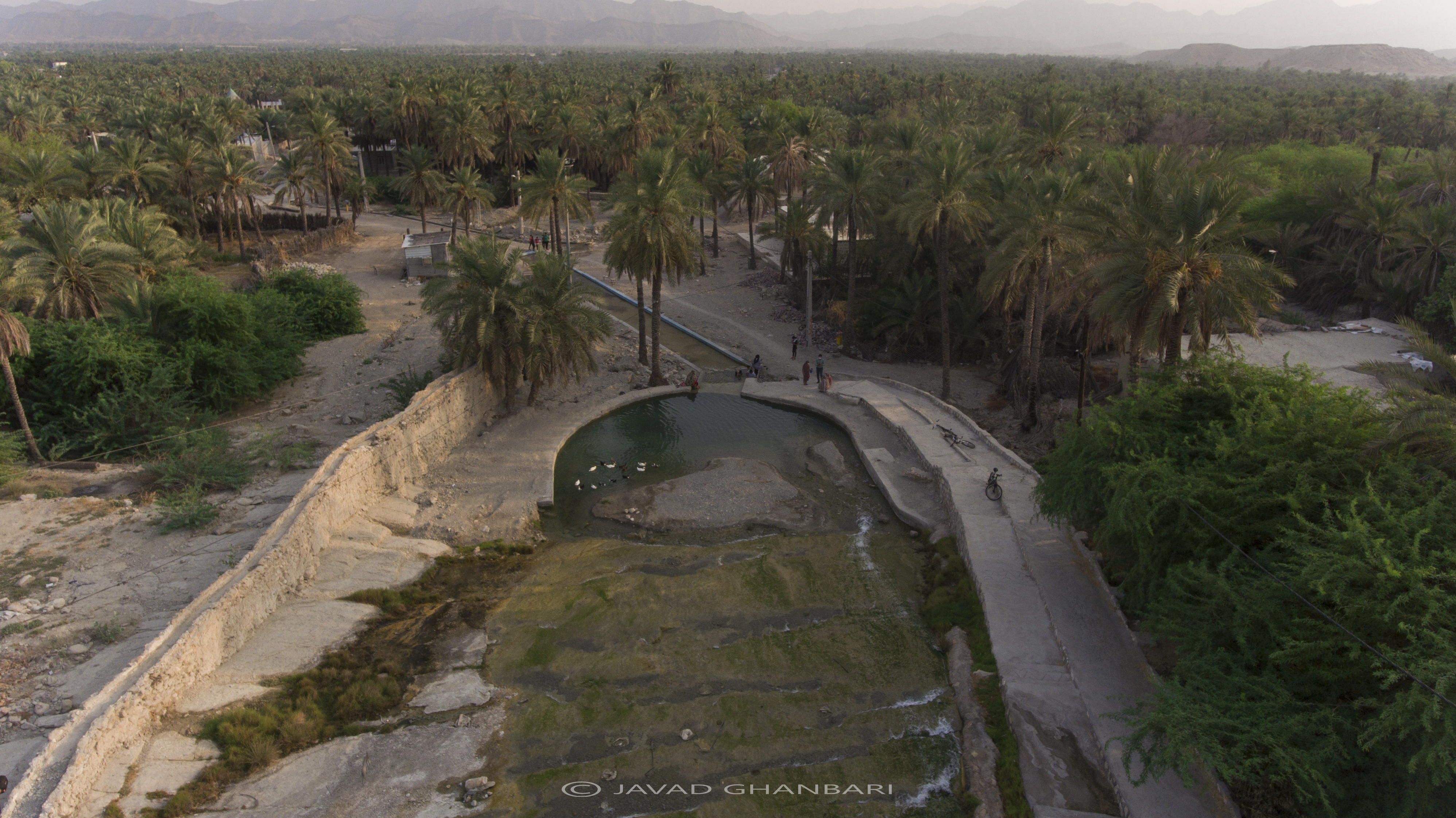
چربه مارم
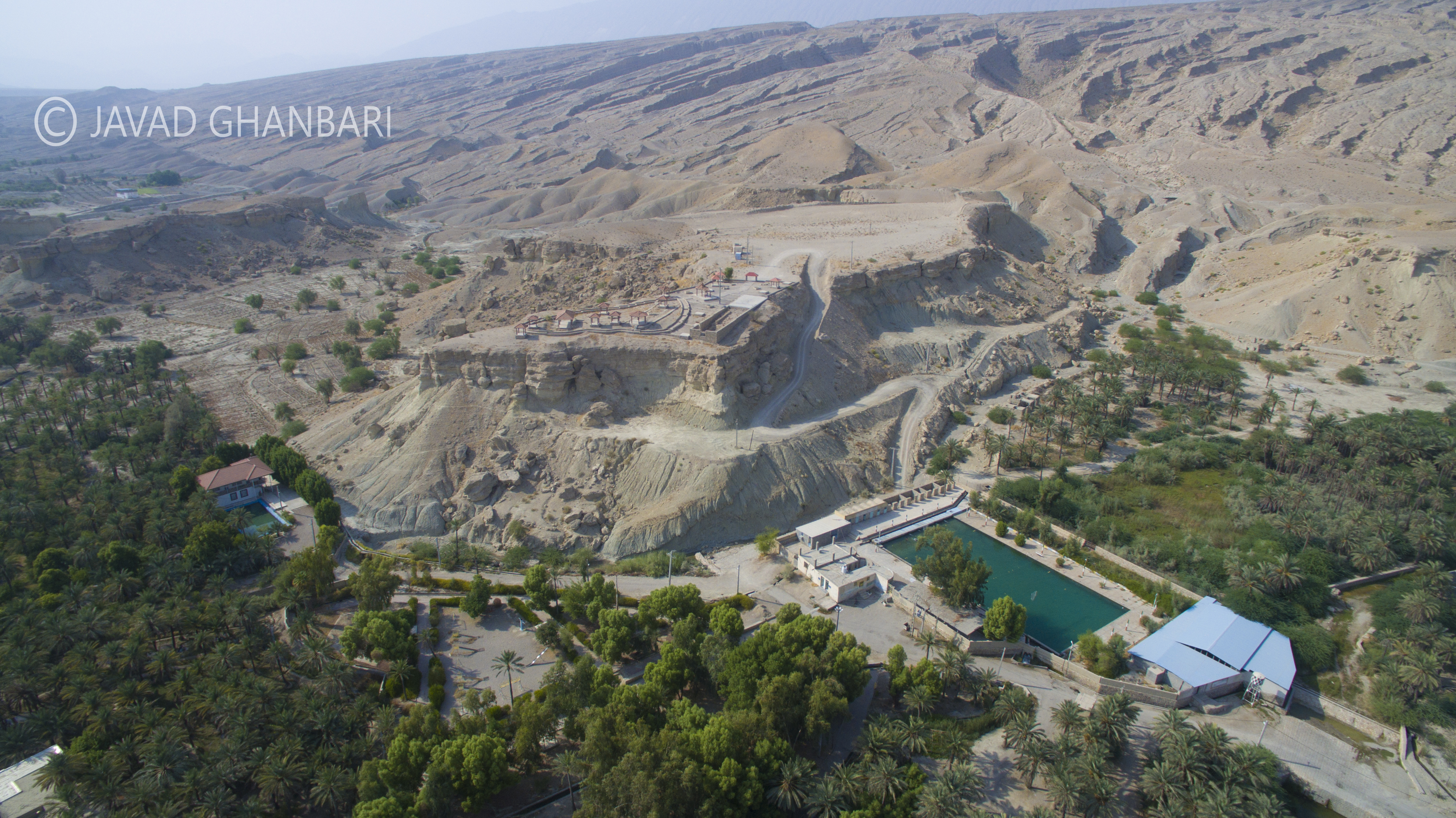
بام فین
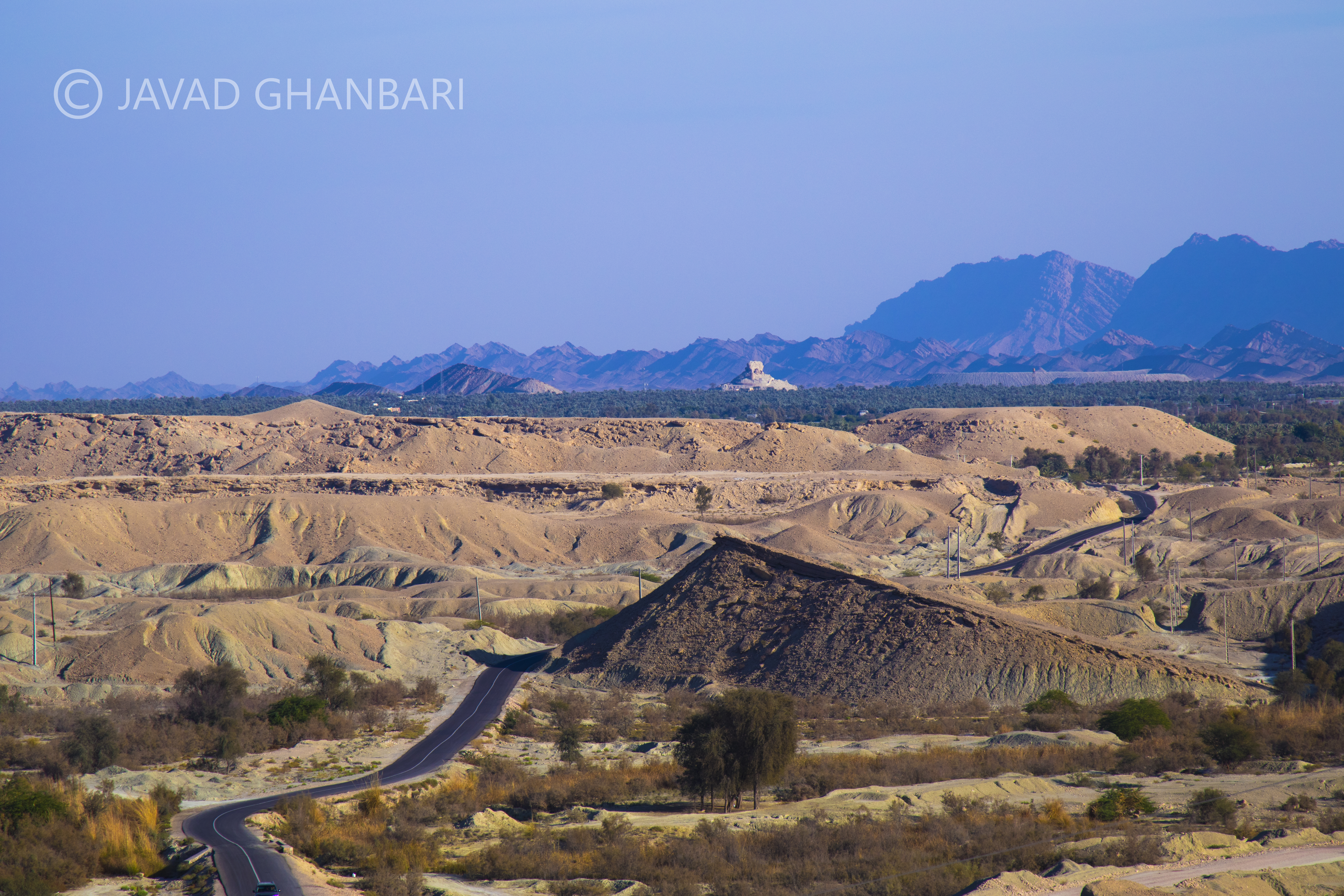
دورنمای فین جاده روستای کهتک،کهن بالا،باغستان
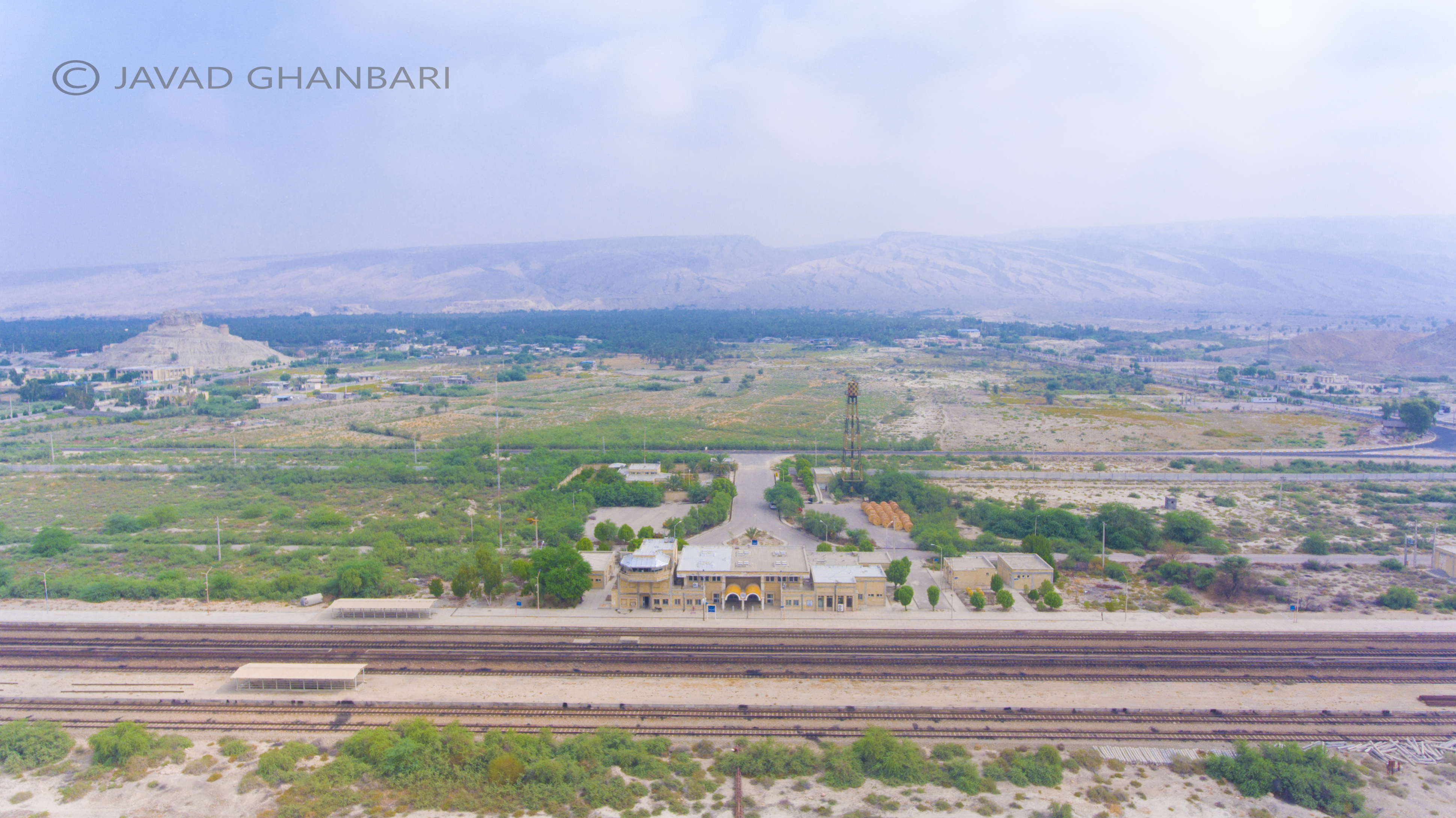
ایستگاه راه آهن فین

دورنمای فین جاده روستای کهتک،کهن بالا،باغستان
پرونده:راه اهن فین.jpg

فین یکی از شهرهای استان هرمزگان در جنوب ایران است که در بخش فین شهرستان بندرعباس قرار دارد.
فین در شمال‌غربی در فاصله ۹۵ کیلومتری بندرعباس قرار دارد.
فین با ۲۴۶۲ نفر و مساحت ۲۹۴۰/۷۷۸ هکتار در شمال غربی شهرستان بندرعباس و در مختصات جغرافیایی ۵۱ و ۵۵ تا ۵۴ و ۵۵ طول شرقی و ۳۷ و ۲۷ و ۳۸ و ۲۷ عرض شمالی در فاصله ۹۵کیلومتری بندرعباس واقع شده‌است.
- قلعه فین
- حمام فین

آسیاب
- مسجد امام حسین (علیه السلام)
- استخر
- آبشار مارم (چربه)
- مسجد صاحب‌الامر
- مسجد رفیع الدینی
- مسجد سید احمد
- مسجد امیرالمؤمنین
- بقعه شیخ کمال الدین عباس
- غیب
- شاه نعمت‌الله
- قتال
- بی‌بی سوره دان
- خواجه خضر
- منبر کل خیری
- قدمتگاه حضرت
- مهدیه
- منبر شیخ غلام
- چهار برکه
- برکه بند کر
- برکهٔ لردگوری
- برکه گمبرو
- حسینیه زین العابدین
- قدم‌گاه امام رضا محله پابرکه
- گردن باریک
- سنگ آسیاب چهار برکه
- گنو

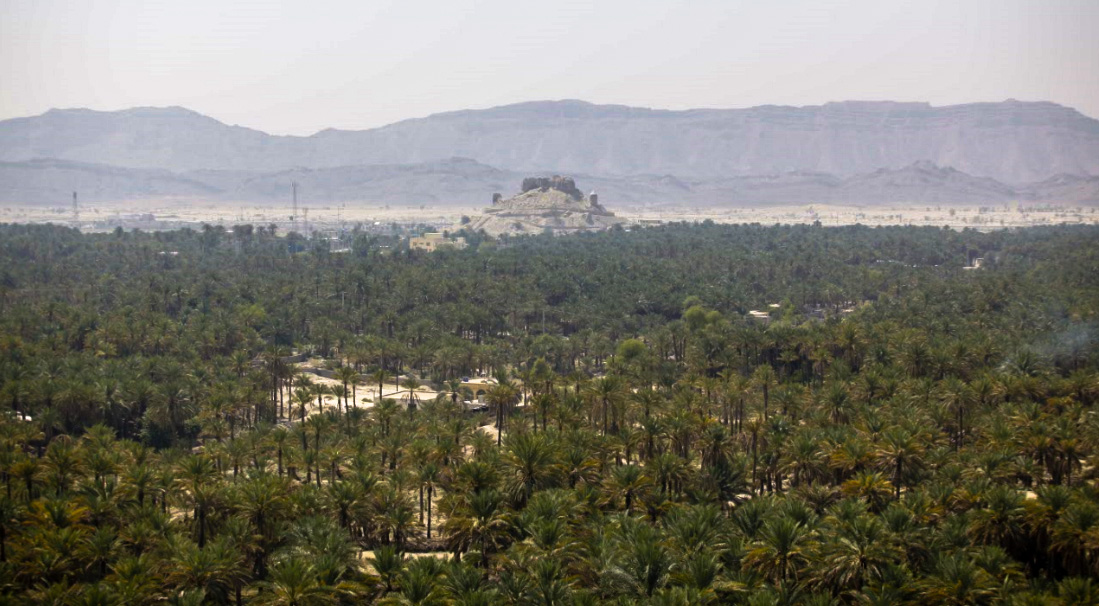
نمایی از نخلستان شهر فین

- پخت حلیم در خمره‌های گِلی در محرم:

عاشقان اباعبدالله الحسین (ع) بر اساس یکی از سنت‌های قدیمی محرم در منبرهای شهرستان فین خمره حلیم نذری بار می‌گذارند.
طبخ حلیم در خمره‌های گِلی (جُم) از آغاز محرم، به سبکی خاص در منبرهای (حسینیه‌های) شهرستان فین آغاز می‌شود. خمره‌های مخصوص پخت حلیم را از لشتغان که از گذشته مرکز سفالگری هرمزگان بوده خریداری و بدنه بیرونی آن با موی بُز و گل‌اندود می‌کنند سپس در چاله‌هایی که قبلاً تعبیه‌شده گل می‌گیرند تا ثابت شود و تکان نخورد.
پخت حلیم از ساعات آغازین صبح شروع می‌شود و به صبر و بردباری فراوانی احتیاج دارد. بسیاری از لغت شناسان نام این خوراکی را برگرفته از واژه عربی حلیم و از ریشه حلم و بردباری می‌دانند زیرا که پخت این خوراک به صبر و حلم زیادی نیاز دارد.
حلیمی که داخل جُم و روی آتش چوب و هیزم پخته می شه (عکس پایین) خیلی خوشمزه‌تر از حلیمی که داخل دیگ پخته می‌شود و طرفداری بیشتری دارد.
جُم حلیمی خمره‌ای به بلندی تقریبی یک متر و مخروطی شکل است و برای تهیه حلیم به ترتیبی خاص گل می‌گیرند. این کار هنگام افروختن آتش مانع از ترکیدن خمره سفالی می‌شود. هیزم بار گذاشتن حلیم از کنده درخت نخل یا تا فال است و بافاصله در کنار خمره‌ها قرار می‌گیرند. تعداد آن‌ها بین ۴ تا ۵ خمره است. به میزان دوسوم جُم از آب پر می‌شود و در ادامه ۵ کیلو بلغور گندم به آن اضافه می‌شود.
مراسم حلیم‌پزی در خمرهای گلی در فین که قدمت ۴۰۰ ساله دارد در فهرست معنوی میراث فرهنگی کشورمان ثبت‌شده‌است. مراسم پخت این نذری در منبر شیخ غلام محمد حاج علی، منبر خضر، منبر قتال یا ولی‌الله، منبر کل تراب یا پا قلعه و منبر کل خیری منسوب به خانواده جعفری‌ها معمولاً طبخ می‌شود.
خمره‌های مخصوص پخت حلیم را از لشتغان که از گذشته مرکز سفالگری هرمزگان بوده خریداری و بدنه بیرونی آن با موی بُز و گِل اندود می‌کنند سپس در چاله‌هایی که قبلاً تعبیه‌شده گل می‌گیرند تا ثابت شود و تکان نخورد. این کار هنگام افروختن آتش مانع از ترکیدن خمره سفالی می‌شود. هیزم برای پخت حلیم از کنده درخت نخل یا تافال است و بافاصله در کنار خمره‌ها قرار می‌گیرد.
مردان هیئت به همراه یک آشپز خبره بر نحوه پخت حلیم نظارت دارند و باهم زدن حلیم مراقب ته نگرفتن نذری هستند که در اصطلاح محلی این عمل را (دار توی حلیم آوردن) می‌گویند. حوالی عصر حلیم آماده می‌شود و عزاداران پس از مراسم سینه‌زنی یا در بازگشت از مراسم معروف تعزیه‌خوانی (منبرپاقلعه فین) در گروه‌های چندنفری به منبرهای محل توزیع نذری می‌روند. در پایان دهه اول محرم جُم‌ها از زمین خارج و تمیز می‌شوند و در انبار حسینیه‌ها و تکایا قرار می‌گیرند تا سالی دیگر و محرمی دیگر فرارسد و بساط حلیم‌پزان به سبک فرهنگ مردم فین برپا شود.
جمعیت شهر فین طبق سرشماری عمومی نفوس و مسکن در سال ۱۳۸۵، برابر با ۳۹۷۶ نفر بوده‌است.
اماکن موجود در فین و روستاهای اطراف آن نشان دهنده پیشینهٔ تاریخی این شهر به زمان هخامنشیان است. هرچند تا به حال آتشکده ای در محدودهٔ فین دیده نشده‌است اما در این مطلب که دین و آیین رسمی مردم آن روزگار زرتشت بوده‌است نباید شک کرد؛ زیرا مردم قبل از اسلام یا کاملاً بی‌دین بودند یا دین و آئینی که داشتند جز زرتشت نبوده‌است. در مصاحبه حضوری نگارنده با عبدالحمید ترابی و همچنین در کتاب «فین و مارم» چنین آماده است که؛ در تمام منطقه فین و مارم هرجا که شخم زده می‌شود آثاری از گور مردم قدیم که همه غیر اسلامی هستند، مشاهده می‌شود. در محدوده ملک حسن یداک و غلامحسین برموز در مارم سر یک کوه یا پائین‌تر از آن و در فین هم همین‌طور در محدوده معروف به گردن باریک اثر مورد علاقه محمود سالاری در کمرکش کوه نه چندان مرتفع که تپه بلندی است، چندی از دوستان من باب تفریح یا کنجکاوی چند قبر را خاک برداری کرده بودند، گورگاه کاملاً غیر اسلامی و دو عدد شیشه که البته آثار شیشه بود در بالا و پائین گور مشاهده می‌شد. در همین فین لردگوری وجود دارد که «گوُر» در اصطلاح محلی به اهالی هند گفته می‌شود. چون در این محدوده سابقه ندارد که گور از هندوستان آمده باشند، لذا مردم بعد از اسلام، غیر اسلامی‌های ساکن را گوربروزن (جوز) می‌خواندند و گاهی هم کلمه کانی به آنان اطلاق می‌شد(عبدالحمید ترابی، ۱۳۹۴؛ ۴۸ و ۴۹).